# Куркино (Рязанская область)
Куркино — деревня в Рязанском районе Рязанской области. Входит в Искровское сельское поселение.

## География
Находится в северо-западной части Рязанской области на расстоянии приблизительно 23 км на юг-юго-восток по прямой от вокзала станции Рязань II к востоку от железнодорожной линии Рязань-Ряжск.

## История
На карте 1840 года деревня уже была отмечена (тогда Куркина). На карте 1850 года показана как поселение с 12 дворами. В 1859 году здесь (тогда территория Пронского уезда Рязанской губернии) было учтено 15 дворов, в 1897 — 32.

## Население
Численность населения: 143 человека (1859 год), 274 (1897), 13 в 2002 году (русские 92 %), 12 в 2010.